# Bateria da Ribeira
A Bateria da Ribeira localizava-se no ancoradouro da Ribeira, na cidade baixa de Salvador, no litoral do estado da Bahia, no Brasil.

## História
Em 1549, com a chegada do governador-geral Tomé de Sousa (1549-1553), com risco do "Mestre de pedraria" Luís Dias, foram construídos dois baluartes (ou baterias) de faxina (madeira, posteriormente taipa, cf. BARRETTO, 1958:166) no porto de Salvador, com a função de defesa do ancoradouro da nova Capital (SOUZA, 1885:91). Um deles foi erguido sobre um rochedo na Ribeira do Góis (Bateria da Ribeira) (SOUZA, 1983:170). A sua construção foi assim descrita:
"(…) ordenou [Tomé de Sousa] de cercar esta cidade de muros de taipa grossa, o que fez com muita brevidade com dois baluartes ao longo do mar, e quatro da banda de terra, e em cada um deles assentou muita e formosa artilharia, que para isso levava, com o que a cidade ficou muito bem fortificada para se segurarem do gentio, (…)." (in: Collecção de notícias para a história e geografia das nações. Lisboa: Academia Real das Sciências, 1825. t. 3, parte I, p. 98. O trecho é retirado do "Tratado Descritivo do Brasil", de Gabriel Soares de Sousa.)
No mesmo local, aproximadamente em 1622, com risco do engenheiro-mor e dirigente das obras de fortificação do Brasil, Francisco de Frias da Mesquita (1603-1634), foi construído um baluarte poligonal (Bateria Nova da Ribeira?).
Encontra-se representado numa iconografia de Carlos Julião, sob o nome de "5./6. Bateria de S. Paulo / Bateria da Ribeira" ("Elevaçam e fasada que mostra em prospeto pela marinha, a cidade de Salvador, Bahia de todos os Santos, 1779." Gabinete de Estudos Arqueológicos de Engenharia Militar, Lisboa), ilustrada com desenhos de trajes típicos femininos.
SOUZA (1885) denomina-o como Forte de São Fernando ou Forte da Ribeira, localizando-o, à época (1885), ao lado do Arsenal de Marinha, e informando que se encontrava artilhado, em 1809, com onze peças, cruzando fogos com o Forte de São Marcelo (op. cit., p. 97). Acredita-se que o autor tenha se baseado no "Parecer sobre a fortificação da Capital", do Brigadeiro José Gonçalves Leão, presidente da Junta encarregada pelo Governador da Bahia, em 1809, de propor as obras necessárias para a defesa da península e do recôncavo (in: ACCIOLI. Memórias Históricas da Bahia. Vol. VI. p. 179 e segs).
GARRIDO (1940) segue as informações de SOUZA (1885), atribuindo-lhe planta em formato retangular, localizando-o próximo à Igreja de Nossa Senhora da Conceição da Praia, com a função de defesa do Arsenal de Marinha, à época (século XVII) conhecido como "Ribeira das Naus", mas apresentando o ano do levantamento da artilharia como 1808 (op. cit., p. 89). Neste sentido poderia ser o Forte Real da Praia da Bahia, ao qual se refere uma Carta-patente de março de 1687, que concede o posto de Capitão dessa praça a Antônio Correia (Documentos Históricos, Vol. XXIX, 1935. p. 67.)
BARRETTO (1958) localiza o Baluarte seiscentista no local onde se erguia, à época (1958), a Escola de Aprendizes Marinheiros (op. cit., p. 166). Identifica o Fortim da Ribeira, ou Forte da Ribeira, defendendo os flancos do Forte do Mar (Forte de São Marcelo), dando-o como guarnecido por um Capitão, um Sargento, dois Tambores e seis soldados, e artilhado com trinta e uma peças de ferro (nove de calibre 24 libras e vinte e duas de 8) (op. cit., p. 175).
Não confundir este Forte de São Fernando com o Fortim de São Fernando, erguido no século XVIII.